# Симфонічні танці
Симфонічні танці (рос. Симфонические танцы), Ор. 45 — оркестрова сюїта в трьох частинах завершена Рахманіновим у 1940 році. Симфонічні танці — останній твір композитора. В симфонічних танцях чути мотиви з опери Римського-Корсакова «Золотий півник», а також тему католицького хоралу «Dies irae», який в ряді творів Рахманінова символізує смерть.

## Історія створення
Рахманінов написав Симфонічні танці через чотири роки після Третьої симфонії. В основному, робота над твором проходила в штаті Нью-Йорк. Первісно композитор планував назвати твір — Фантастичними танцями, а три частини відповідно «Полудень», «Сутінки» і «Північ». Хоча композитор писав диригентові Юджину Орманді в кінці серпня про те, що робота закінчена і залишилася лише оркестровка, рукопис дозволяє припустити терміни завершення у вересні, жовтні 1940 року. Прем'єра відбулася під керівництвом Юджина Орманді з Філадельфійським оркестром 3 січня 1941 року.

## Структура
1. Non allegro
2. Andante Con Moto (Tempo Di Valse)
3. Lento Assai — Allegro Vivace — Lento Assai. Come Prima — Allegro Vivace.

## Балет
Назва Симфонічні танці показує, що композиція може мати балетну версію. Рахманінов листувався з хореографом Михайлом Фокіним, обговорюючи можливість створення балету на основі твору. Хореограф був зацікавлений, але задумом Рахманінова не судилося здійснитися — в серпні 1942 року Фокін раптово помер.